# Marek Střeštík
Marek Střeštík (* 1. Februar 1987 in Komárno) ist ein tschechischer Fußballspieler.

## Vereinskarriere
Marek Střeštík wurde im slowakischen Komárno geboren und begann im Alter von neun Jahren mit dem Fußballspielen beim dortigen KFC. 2001 wechselte er in die Jugendabteilung des FK ZTS Dubnica. Zwei Jahre später wurde der Stürmer vom tschechischen Klub 1. FC Synot aus Uherské Hradiště verpflichtet. Im Januar 2005 wechselte Střeštík zu Slovan Liberec. In dessen drittklassigem B-Team kam er zu seinen ersten Einsätzen im Herrenbereich. Im Sommer 2005 wechselte der Angreifer abermals den Verein und schloss sich dem 1. FC Brünn an.
Am 6. Mai 2006 debütierte Marek Střeštík im Spiel seines Vereins bei Slavia Prag in der Gambrinus-Liga, in der Saison 2005/06 blieb es der einzige Einsatz des 1,88 Meter großen Stürmers. In der Spielzeit 2006/07 gehörte Střeštík meist zur Stammformation der Brünner, in 22 Begegnungen erzielte er drei Tore.
Im Juni 2009 wurde Střeštík für die Saison 2009/10 an Sparta Prag ausgeliehen. Zur Saison 2010/11 kehrte der Angreifer nach Brünn zurück. In der Winterpause der Saison 2019/20 wechselte Strestik in die Landesliga Niederösterreich zu SV Langenrohr. Bedingt durch die COVID-19-Pandemie kam Strestik nur zu einem Einsatz in der Meisterschaft. Im Sommer 2020 wird Strestik aufgrund der unklaren Situation bezüglich eventueller Grenzschließungen wegen des Coronavirus den österreichischen Verein verlassen.

## Nationalmannschaft
Marek Střeštík spielte für die U-16, U-17 und U-18-Auswahlmannschaften der Slowakei. Nach seinem Wechsel nach Tschechien nahm er die tschechische Staatsbürgerschaft an. Seine neue Heimat repräsentierte er in der U-19-Nationalmannschaft, mit der er bei der Europameisterschaft 2006 die Bronzemedaille gewann. Marek Střeštík stand im Kader der tschechischen U-20-Auswahl bei der Junioren-Fußballweltmeisterschaft 2007 in Kanada, die Vizeweltmeister wurde. Am 26. März 2008 debütierte in der tschechischen A-Nationalmannschaft, die im Freundschaftsspiel gegen die dänische Auswahl ein 1:1 erreichte.

## Erfolge
- Fußballmeister der Tschechien: 2009/10